# Scandic Front
Scandic Front er et hotel i København, der er beliggende på Sankt Annæ Plads 21 mellem Nyhavn og Frederiksstaden i Indre By.
Hotellet blev opført som Hotel Codan 1948-1950 efter tegninger af arkitekterne Ole Falkentorp, Ole Buhl og Harald Petersen. Bygningen er udført i mursten med fuldpudsede og malede facader, og etageadskillelserne ses som linjer i facaden. Bygningen runder Sankt Annæ Plads af inden Københavns Havn og Ofelia Plads. Mod havnefronten har er bygningen udstyret med et tårn. Byggeriet mødte i datiden kritik i pressen, men hotellet blev samtidig omtalt som Københavns mest moderne.
Efter en brand i 1966 stod arkitekten Kay Kørbing for en genopbyning og nyindretning af hotellet.
Hotellet hed senere Hotel Sophie Amalie. Det blev i 1984 opkøbt af Henning Remmen og hed frem til 2009 Hotel Front indtil Scandic Hotels overtog driften i 2009 og gav det dets nuværende navn. Bygningen ejes i dag af Jeudan.